# Anthony Trollope
Anthony Trollope (Londen, 24 april 1815 - Londen, 6 december 1882) was een van de meest succesvolle en gerespecteerde 19e-eeuwse Engelstalige schrijvers. Hij is vooral bekend geworden met zijn romanreeks over het fictieve graafschap Barsetshire.

## Biografie

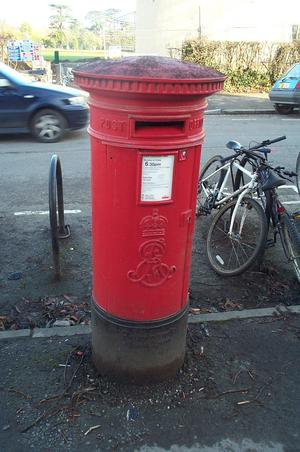
de bekende rode brievenbus

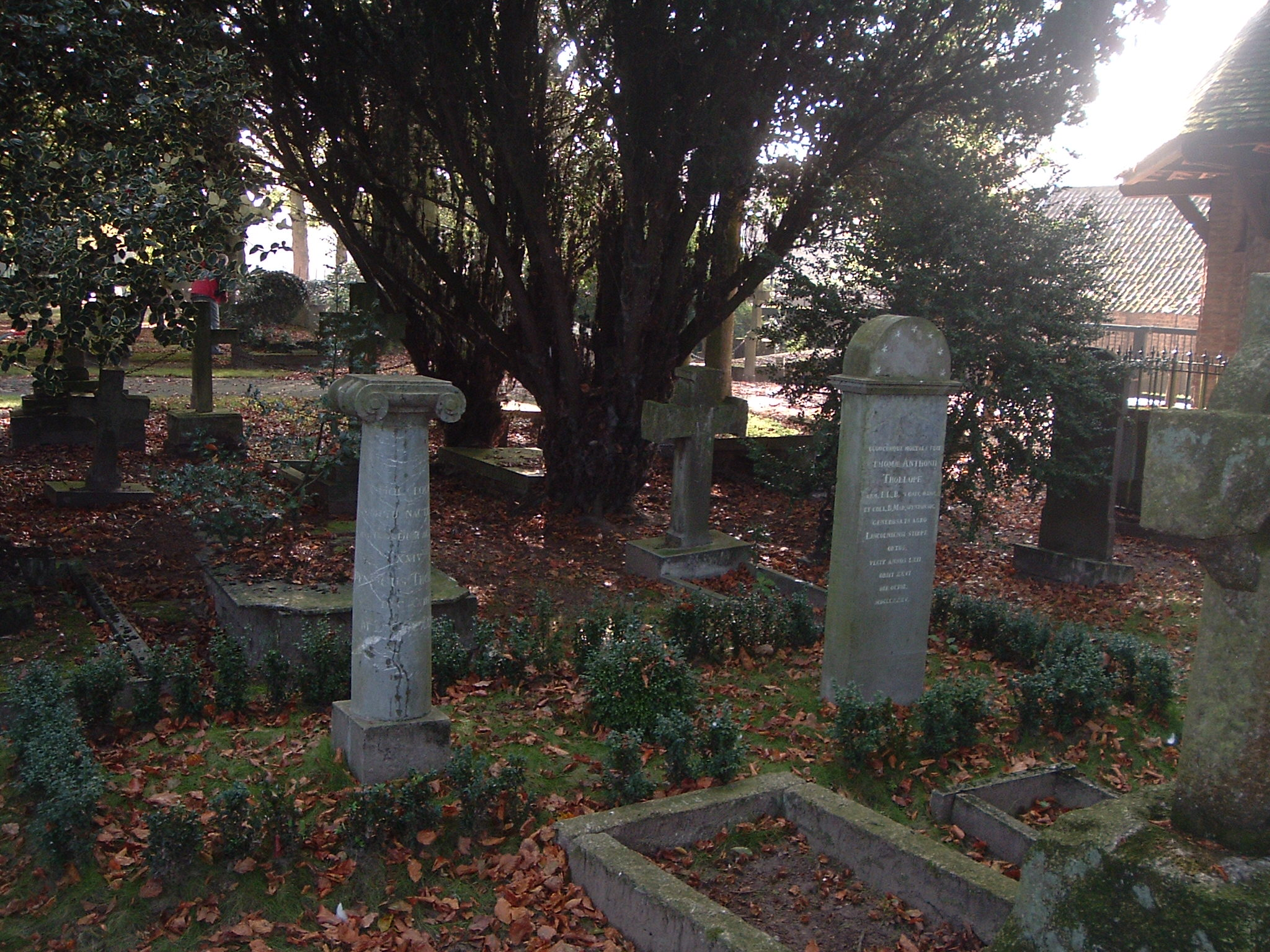
Grafmonumenten van Henry en Thomas Trollope op het Brugs kerkhof (stedelijke begraafplaats) te Brugge-Steenbrugge.

Trollope werd geboren in Londen als zoon van de later bekend geworden schrijfster van reisverhalen en romans, Frances Trollope. Zijn vader Thomas had de overtuiging dat hij een afstammeling van de Brugse protestantse edelman Adolf van Meetkerke was, die naar Londen was uitgeweken. Als kind werd Anthony naar een serie kostscholen gestuurd. Zijn ervaringen waren er ongunstig en hij bekende later aan zelfmoord te hebben gedacht.
In het voorjaar van 1834 verhuisde Anthony met de familie Trollope naar Sint-Andries bij Brugge, op de vlucht voor schuldeisers na mislukte zakenexperimenten. Zijn broer Henry stierf er op 23 december 1834, zijn vader Thomas op 23 oktober 1835. Beiden werden begraven op de Centrale Begraafplaats te Steenbrugge (vak 15). Hun grafmonumenten werden in 2003 gerestaureerd.
Na de dood van de vader keerde het gezin terug naar Engeland. De moeder zag zich gedwongen door te gaan met het schrijven van reisverhalen om de kost te verdienen. Trollope zelf kreeg in 1834 een baan bij de Britse post, waarvoor hij in 1841 moest verhuizen naar Ierland. Deze verhuizing zou later doorklinken in zijn eerste romans.
Door de vele treinreizen die Trollope nodig had in zijn baan als postbeambte, had hij veel tijd over om te schrijven. Hij legde zichzelf de taak op een bepaald aantal woorden per dag te schrijven en mede hierdoor werd hij al snel de meest productieve schrijver van zijn generatie.
In zijn baan als postbeambte wordt Trollope verantwoordelijk geacht voor de introductie van de bekende rode brievenbussen die nog steeds dienstdoen in het Verenigd Koninkrijk. Dankzij het succes van zijn romans kon hij vanaf 1867 zijn baan bij de post opgeven en na een mislukte poging tot verkiezing in het parlement wijdde hij zich geheel aan het schrijven.
Zijn grootste succes beleefde Trollope met zijn boeken in de Barsetshire-serie, alsook met de Pallisers-serie. De Barsetshire-serie speelde zich af in de denkbeeldige provincie van dezelfde naam en houdt zich voornamelijk bezig met verwikkelingen rondom de Anglicaanse Kerk, terwijl de Pallisers-serie de politiek als onderwerp heeft.
Trollope overleed in 1882 en werd bijgezet op de begraafplaats Kensal Green, waar ook medeschrijver Wilkie Collins begraven is. In totaal had hij rond de vier dozijn romans geschreven, enkele reisboeken en een flink aantal kortere werken.

## Boeken

### Chronicles of Barsetshire
- The Warden (1855)
- Barchester Towers (1857)
- Doctor Thorne (1858)
- Framley Parsonage (1861)
- The Small House at Allington (1864)
- The Last Chronicle of Barset (1867)

### Pallisers-serie
- Can You Forgive Her? (1864)
- Phineas Finn (1869)
- The Eustace Diamonds (1873)
- Phineas Redux (1874)
- The Prime Minister (1876)
- The Duke's Children (1879)

### Overige werken
- The Macdermots of Ballycloran (1847)
- The Kellys and the O'Kellys (1848)
- La Vendee (1850)
- The Three Clerks (1858)
- The West Indies and the Spanish Main (1859)
- The Bertrams (1859)
- Castle Richmond (1860)
- Tales of All Countries—1st Series (1861)
- Tales of All Countries—2nd Series (1863)
- Tales of All Countries—3rd Series (1870)
- Orley Farm (1862)
- North America (1862)
- Rachel Ray (1863)
- Miss Mackenzie (1865)
- The Belton Estate (1866)
- The Claverings (1867)
- Nina Balatka (1867)
- Linda Tressel (1868)
- He Knew He Was Right (1869)
- Brown, Jones, and Robinson (1870)
- The Vicar of Bullhampton (1870)
- An Editor's Tales (1870)
- Caesar (Ancient Classics) (1870)
- Sir Harry Hotspur of Humblethwaite (1871)
- Ralph the Heir (1871)
- The Golden Lion of Granpere (1872)
- Australia and New Zealand (1873)
- Harry Heathcote of Gangoil (1874)
- Lady Anna (1874)
- The Way We Live Now, (1875)
- The American Senator (1877)
- Is He Popenjoy? (1878)
- South Africa (1878)
- John Caldigate (1879)
- An Eye for an Eye (1879)
- Cousin Henry (1879)
- Thackeray (1879)
- Life of Cicero (1880)
- Ayala's Angel (1881)
- Doctor Wortle's School (1881)
- Frau Frohmann and other Stories (1882)
- Lord Palmerston (1882)
- The Fixed Period (1882)
- Kept in the Dark (1882)
- Marion Fay (1882)
- Mr. Scarborough's Family (1883)

- Australian Dictionary of Biography: trollope-anthony-4750
- Bibsys: 90090215
- Biblioteca Nacional de España: XX927159
- Bibliothèque nationale de France: cb13091781f (data)
- Catàleg d'autoritats de noms i títols de Catalunya: 981058509946406706
- CiNii: DA00675801
- Digitale Bibliotheek voor de Nederlandse Letteren: trol002
- Gemeinsame Normdatei: 118624091
- International Standard Name Identifier: 0000 0001 2135 8464
- Library of Congress Control Number: n78089077
- Nationale Bibliotheek van Letland: 000003572
- MusicBrainz: d6b00156-7e42-47f0-9fc9-de408f464c18
- Bibliotheek van het Japanse parlement: 00770826
- Nationale Bibliotheek van Tsjechië: jn19990008614
- Nationale bibliotheek van Australië: 35556278
- Nationale Bibliotheek van Israël: 987007269024505171
- Nationale Bibliotheek van Polen: a0000001205363
- Nationale en Universitaire bibliotheek Zagreb: 000014465
- Nederlandse Thesaurus van Auteursnamen: 068355688
- Réseau des bibliothèques de Suisse occidentale: 02-A003911599
- Istituto Centrale per il Catalogo Unico: CFIV014857
- LIBRIS: 228935
- SNAC: w6th8qsg
- Système universitaire de documentation: 028453158
- Trove: 994785
- Virtual International Authority File: 61683295
- WorldCat: E39PBJtRHRwdhQjMG4ffqPJqwC